# Luik-Bastenaken-Luik 2015
De 101e editie van de wielerwedstrijd Luik-Bastenaken-Luik werd gehouden op 26 april 2015. De wedstrijd maakte deel uit van de UCI World Tour. Titelverdediger was de Australiër Simon Gerrans, hij werd opgevolgd door Alejandro Valverde die voor de derde keer LBL won.

## Deelnemende ploegen
| 17 UCI World Tour-ploegen | 17 UCI World Tour-ploegen | 17 UCI World Tour-ploegen | 8 wildcards                 |
| ------------------------- | ------------------------- | ------------------------- | --------------------------- |
| AG2R La Mondiale          | Giant-Alpecin             | Movistar                  | Roompot Oranje Peloton      |
| Astana                    | IAM Cycling               | Orica-GreenEdge           | Wanty-Groupe Gobert         |
| BMC Racing Team           | Katjoesja                 | Team Sky                  | Topsport Vlaanderen-Baloise |
| Cannondale-Garmin         | Lampre-Merida             | Tinkoff-Saxo              | MTN-Qhubeka                 |
| Etixx-Quick Step          | LottoNL-Jumbo             | Trek Factory Racing       | Cofidis                     |
| FDJ                       | Lotto Soudal              |                           | Europcar                    |
|                           |                           |                           | Bora-Argon 18               |
|                           |                           |                           | Cult Energy                 |

## Rituitslag
| Luik-Bastenaken-Luik 2015 (253 km) |                      |                     |          |
| Plaats                             | Naam                 | Ploeg               | Tijd     |
| Winnaar                            | Alejandro Valverde   | Movistar Team       | 6h'14'20 |
| 2                                  | Julian Alaphilippe   | Etixx-Quick Step    | z.t.     |
| 3                                  | Joaquim Rodríguez    | Team Katjoesja      | z.t.     |
| 4                                  | Rui Costa            | Lampre-Merida       | z.t.     |
| 5                                  | Roman Kreuziger      | Tinkoff-Saxo        | z.t.     |
| 6                                  | Romain Bardet        | AG2R La Mondiale    | z.t.     |
| 7                                  | Sergio Henao         | Team Sky            | z.t.     |
| 8                                  | Domenico Pozzovivo   | AG2R La Mondiale    | z.t.     |
| 9                                  | Jakob Fuglsang       | Astana Pro Team     | z.t.     |
| 10                                 | Daniel Moreno        | Team Katjoesja      | z.t.     |
| 11                                 | Louis Meintjes       | MTN-Qhubeka         | + 10"    |
| 12                                 | Lars Petter Nordhaug | Team Sky            | z.t.     |
| 13                                 | Vincenzo Nibali      | Astana Pro Team     | + 24"    |
| 14                                 | Pieter Weening       | Orica-GreenEdge     | z.t.     |
| 15                                 | Giampaolo Caruso     | Team Katjoesja      | z.t.     |
| 16                                 | Enrico Gasparotto    | Wanty-Groupe Gobert | z.t.     |
| 17                                 | Julien Simon         | Cofidis             | + 32"    |
| 18                                 | Robert Kišerlovski   | Tinkoff-Saxo        | + 44"    |
| 19                                 | Vasil Kiryjenka      | Team Sky            | + 52"    |
| 20                                 | Tony Gallopin        | Lotto Soudal        | + 58"    |
|                                    |                      |                     |          |
| 22                                 | Jelle Vanendert      | Lotto Soudal        | + 1' 04" |